# نشان برای آزادسازی لاچین
نشان برای آزادسازی لاچین (ترکی آذربایجانی: «Laçının azad olunmasına görə» medalı) یکی از بالاترین مدالها در جمهوری آذربایجان است. این نشان، به مناسبت پیروزی جمهوری آذربایجان بر ارمنستان در جنگ دوم قره‌باغ تأسیس شد.

## تاریخچه
الهام علی‌اف، رئیس‌جمهوری آذربایجان هنگام عیادت از نظامیان زخمی شده آذربایجانی در جنگ ناگورنو قره‌باغ (۲۰۲۰)، در تاریخ ۱۱ نوامبر سال ۲۰۲۰، از تأسیس نشان‌های جدیدی مربوط به همان جنگ در این کشور تأسیس خبر داد. وی همچنین دستورهای مربوط در جهت اعطاء نشان‌ها و جوایزی به غیرنظامیان و نظامیانی که قهرمانی‌ها و حماسه‌آفرینی‌هایی را در میدان جنگ و جبهه عقب از خود نشان دادند، صادر کرده و اسامی این مدال‌ها را پیشنهاد داد.
در جلسه علنی مجلس ملی آذربایجان که به تاریخ ۲۰ نوامبر سال ۲۰۲۰ برگزار شد، پیش نویس قانون اصلاح «قانون ایجاد نشان‌ها در جمهوری آذربایجان» اعلام وصول شد.
طی همان جلسه، نشان برای آزادسازی لاچین به دلیل پیروزی جمهوری آذربایجان در جنگ دوم قره باغ و بر اساس قانون یادشده، به تأسیس رسید.

## امتیاز
طبق «قانون ایجاد نشان‌ها در جمهوری آذربایجان»، نشان برای آزادسازی لاچین یک درجه پایین‌تر از نشان برای آزادسازی آغ‌دام و یک درجه بالاتر از نشان شرکت کننده جنگ میهنی می‌باشد.